# LMO2
LMO2 (англ. LIM domain only 2) – білок, який кодується однойменним геном, розташованим у людей на короткому плечі 11-ї хромосоми. Довжина поліпептидного ланцюга білка становить 158 амінокислот, а молекулярна маса — 18 358.
| 10         |  | 20         |  | 30         |  | 40         |  | 50         |
| ---------- |  | ---------- |  | ---------- |  | ---------- |  | ---------- |
| MSSAIERKSL |  | DPSEEPVDEV |  | LQIPPSLLTC |  | GGCQQNIGDR |  | YFLKAIDQYW |
| HEDCLSCDLC |  | GCRLGEVGRR |  | LYYKLGRKLC |  | RRDYLRLFGQ |  | DGLCASCDKR |
| IRAYEMTMRV |  | KDKVYHLECF |  | KCAACQKHFC |  | VGDRYLLINS |  | DIVCEQDIYE |
| WTKINGMI   |  |            |  |            |  |            |  |            |

A: Аланін

C: Цистеїн

D: Аспарагінова кислота

E: Глутамінова кислота

F: Фенілаланін

G: Гліцин

H: Гістидин

I: Ізолейцин

K: Лізин

L: Лейцин

M: Метіонін

N: Аспарагін

P: Пролін

Q: Глутамін

R: Аргінін

S: Серин

T: Треонін

V: Валін

W: Триптофан

Задіяний у такому біологічному процесі, як альтернативний сплайсинг. 
Білок має сайт для зв'язування з іонами металів, іоном цинку. 
Локалізований у ядрі.